# Iškašimi
Iškašimi (Iškašmi), maleni pamirski narod s gornjih pritoka rijeke Pjandž (rus. Пяндж) u provinciji Badakshan. Ovaj maleni narod ima tek jedno selo (qishlaq), Ryn, na desnoj obali Pjandža, a ostali žive po tadžičkim selima Nyut, Sumdzhin, Mulvodz i još nekima, te u wakhskom selu Namatgut. Iškašmi su nekada živjeli i u dolini Dara-i-Abharv, odakle su ih protjerali Šugni iz Shahdara.
Jezik-iškašmi pripada iranskim jezicima, ima tri dijalekta, zebak, sanglechi i ishkashmi i nema svoga pisma. Za komunikaciju sa susjednim narodima, Wakhima i Šugnima,  služe se tadžičkim jezikom. Sami sebe zovu Ishkoshumí, Ishkoshimí. Godine 1990. ima ih oko 1,500.

## Tekst naslova
- Ishkashmi